# Aye (Belgien)
Aye ist ein Dorf in der belgischen Provinz Luxemburg. Seit 1977 ist es eine Teilgemeinde von Marche-en-Famenne.
Aye hat etwa 3000 Einwohner, die auf Wallonisch „Godis“ genannt werden. Die Postleitzahl des Ortes ist 6900.
Anlässlich einer Schenkung an das Kloster Saint-Hubert erscheint Aye (erstmals?) in einer Urkunde, die auf 817–825 datiert wird (Regnum Francorum online, Luxemburg 058, nach C. Wampach, UQB ... 1935).

## Rundfunksender
Bei 50°12'16"N 5°17'22"O existiert eine Relaisstation des RTBF. Ursprünglich diente diese Anlage dazu, das 2. Programm auf der Mittelwellenfrequenz 1305 kHz mit 10 kW Sendeleistung zu verbreiten.

## Söhne und Töchter der Gemeinde
- Benoît Feroumont (* 1969), Comiczeichner
- Lisa Lichtfus (* 1999), Fußballspielerin